# Lusamgärtchen

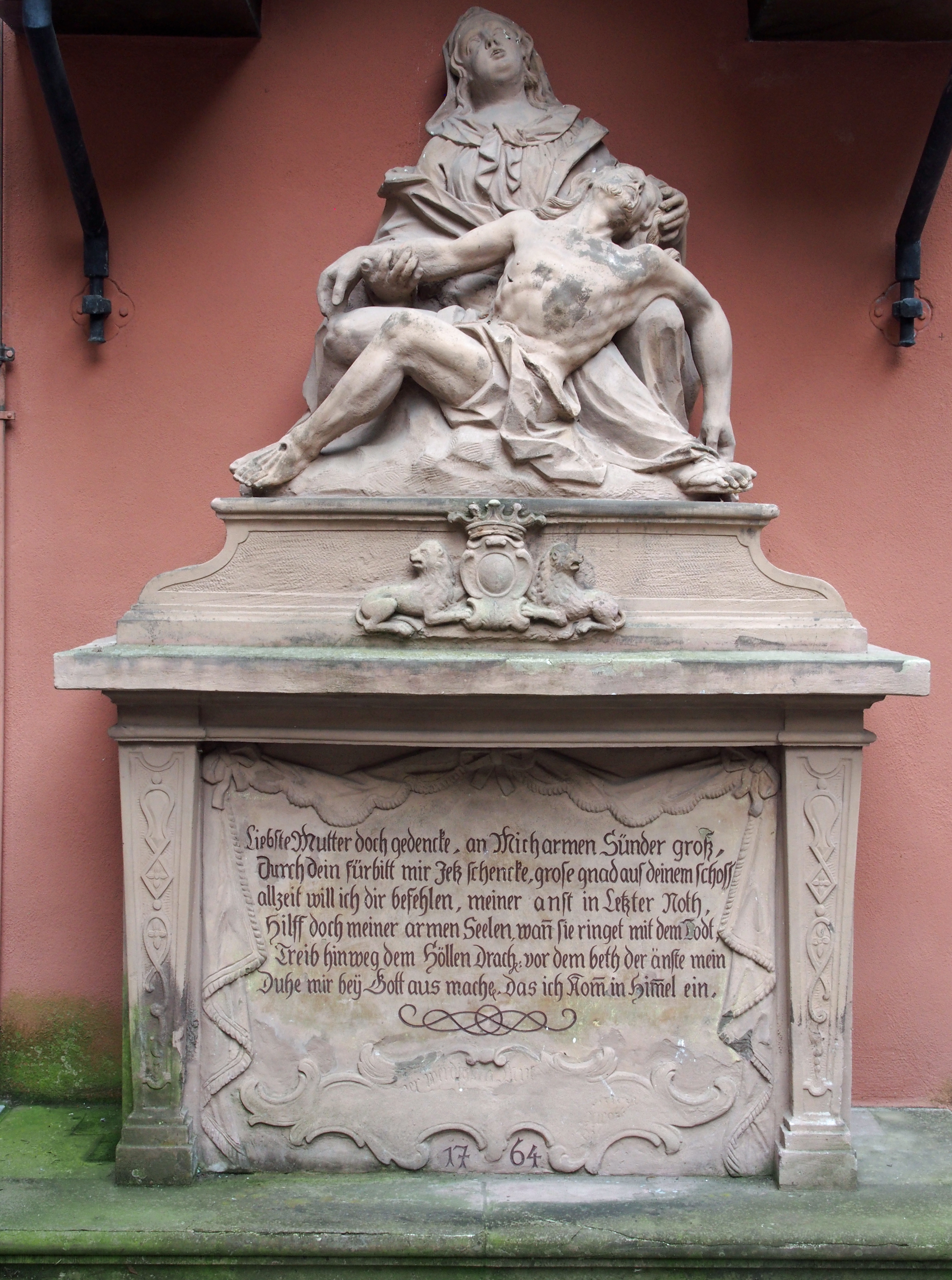
Pietà von 1764 an der Stirnseite des Lusamgärtchens

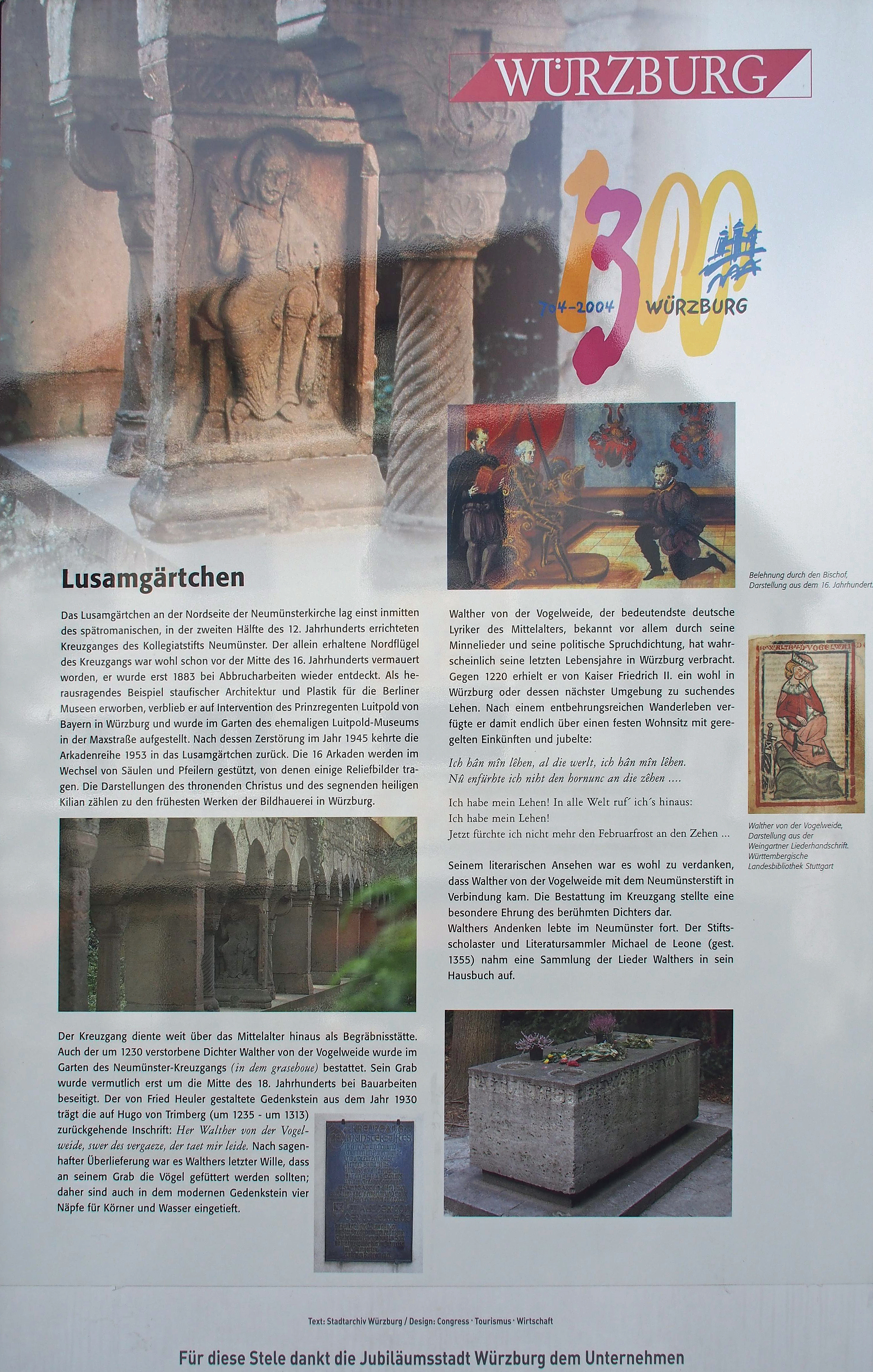
Öffentliche Infotafel der Stadt Würzburg zum Lusamgärtchen

Das Lusamgärtchen (auch Lusamgärtlein) ist ein kleiner ummauerter, früher Grashof genannter Innenhof in der Martinstraße 4 an der Nordseite der Neumünsterkirche in Würzburg. Es wurde ursprünglich in der Mitte des spätromanischen Kreuzganges des Neumünsterstiftes angelegt. Innerhalb des Gartens befindet sich das Grabmal für den Minnesänger Walther von der Vogelweide.
Im Jahr 1953 wurde eine originale Arkadenreihe des romanischen Kreuzgangs durch Initiative des Verschönerungsvereins Würzburg e. V. an ihren ursprünglichen Ort im Lusamgärtchen zurückgebracht. Sie war vor dem Zweiten Weltkrieg im Fränkischen Luitpoldmuseum in der Maxstraße aufgestellt, wo sich von 1930 bis 1951 auch das Grab des Dichters Max Dauthendey befand.
Die Bezeichnung lusam lässt sich auf lustsam zurückführen, das bereits im Althochdeutschen verbreitet war, dort auch als lussam. Eine Bedeutung ist ‚Lust und Freude bereitend‘ sowie ‚angenehm, vergnüglich, anziehend‘, so dass „Lusamgärtchen“ auch als „kleiner Lustgarten“ verstanden werden kann.

## Grabmal für Walther von der Vogelweide
Bis weit über das Mittelalter hinaus diente der Kreuzgang als Begräbnisstätte des Stiftes. Es ist davon auszugehen, dass auch der Minnesänger Walther von der Vogelweide hier um das Jahr 1230 bestattet wurde. Über den Ort des Grabes und die lateinische Inschrift sind lediglich die Angaben des Würzburger Protonotars Michael de Leone, Auftraggeber für die Würzburger Liederhandschrift, bekannt. Er gibt das Epitaph wieder:
| Pascua. qui volucrum. vivus. walthere. fuisti Qui flos eloquij. qui palladis os. obiisti. Ergo quod aureolum probitas tua possit habere. Qui legit. hic. dicat. deus iustus miserere | Der du eine Weide für die Vögel, Walther, im Leben warst, der Sprache Blüte, der Weisheit Mund, verstarbst. Folglich möge deine Redlichkeit etwas Goldenes haben. Wer dies hier liest, „Gerechter Gott erbarme dich!“, soll sagen. |

Dieser Text wird von der Teilübersetzung im Münchener 2° Cod. ms. 731 (Würzburger Liederhandschrift [E]), fol. 191v ergänzt: Her walter uon der uogelweide. begraben ze wirzeburg. zv dem Nuwemunster in dem grasehoue.
Das Grab wurde vermutlich erst Mitte des 18. Jahrhunderts bei der Umgestaltung der Neumünsterkirche aufgehoben. Seit 1930 erinnert im Lusamgärtchen ein Gedenkstein des Bildhauers Fried Heuler in Form einer stilisierten Tumba an den Dichter. Er trägt als Inschrift den vom fränkischen Dichter Hugo von Trimberg in seinem Epos Der Renner geprägten Satz: Her Walther von der Vogelweide, swer des vergaeze, der taet mir leide.
An der Oberseite des Gedenksteins sind in den vier Ecken kreisrunde Vertiefungen eingehauen als Näpfe für Körner und Wasser. Die Legende besagt, dass Walther von der Vogelweide verfügt haben soll, dass an seinem Grab täglich die Vögel zu füttern seien.

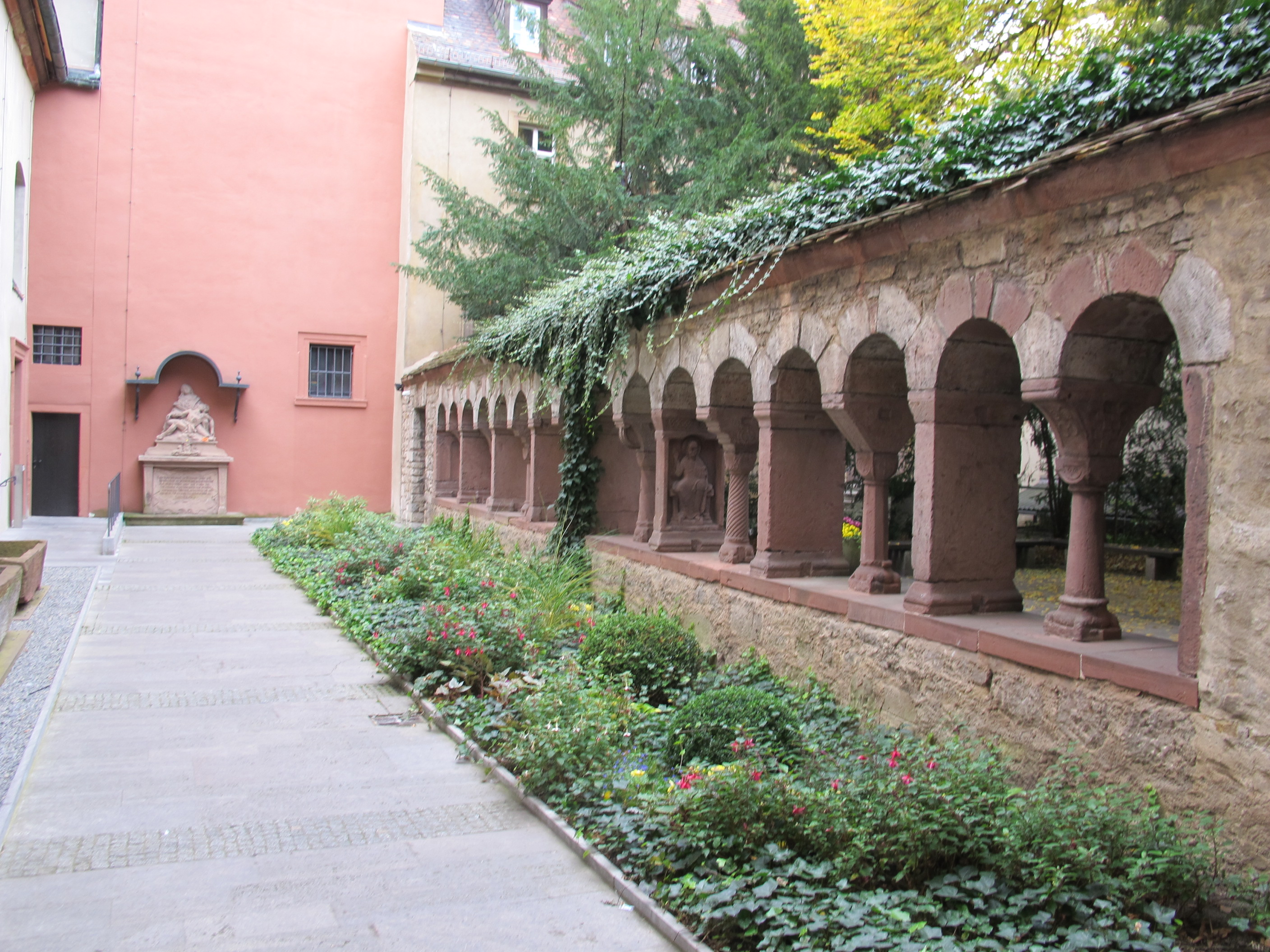
Südteil des Lusamgärtchens
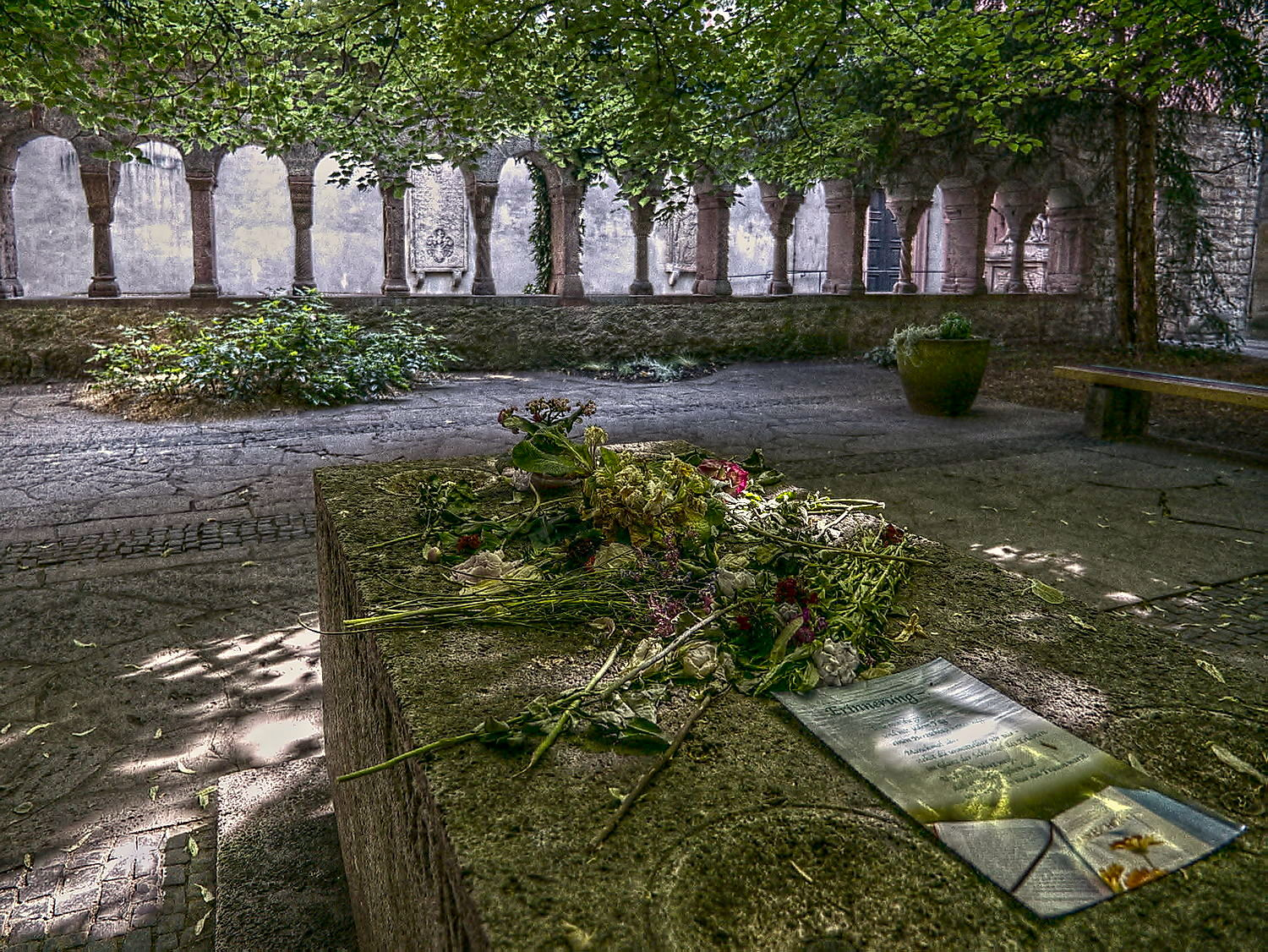
Grabmal für Walther von der Vogelweide im „Lusamgärtchen“, Reste des Kreuzgangs des ehemaligen Kollegiatstiftes Neumünster in Würzburg
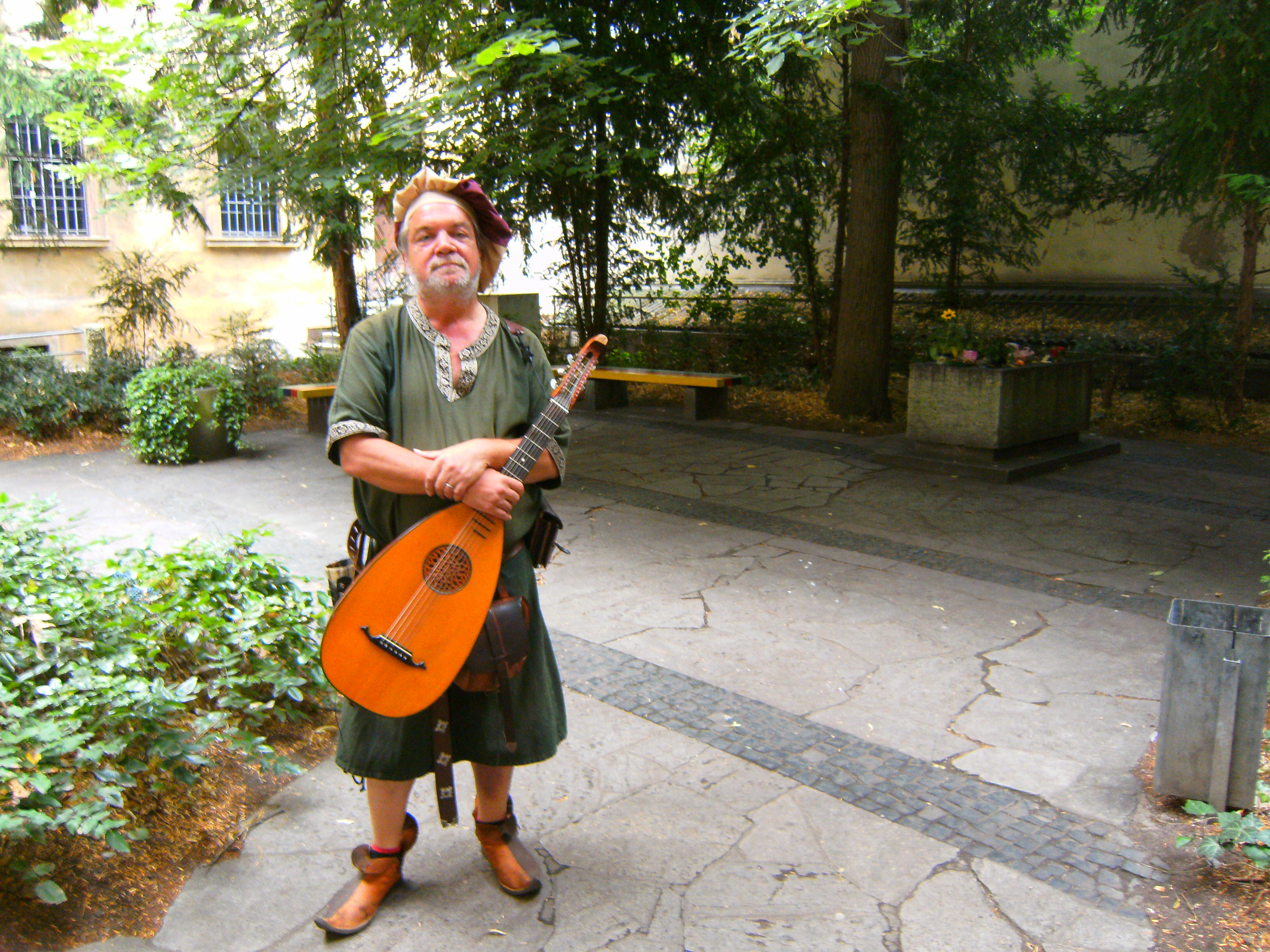
Würzburg, Lusamgärtchen: Der Würzburger Musiker Walter Vogel als Minnesänger Walther von der Vogelweide

## Gedenken

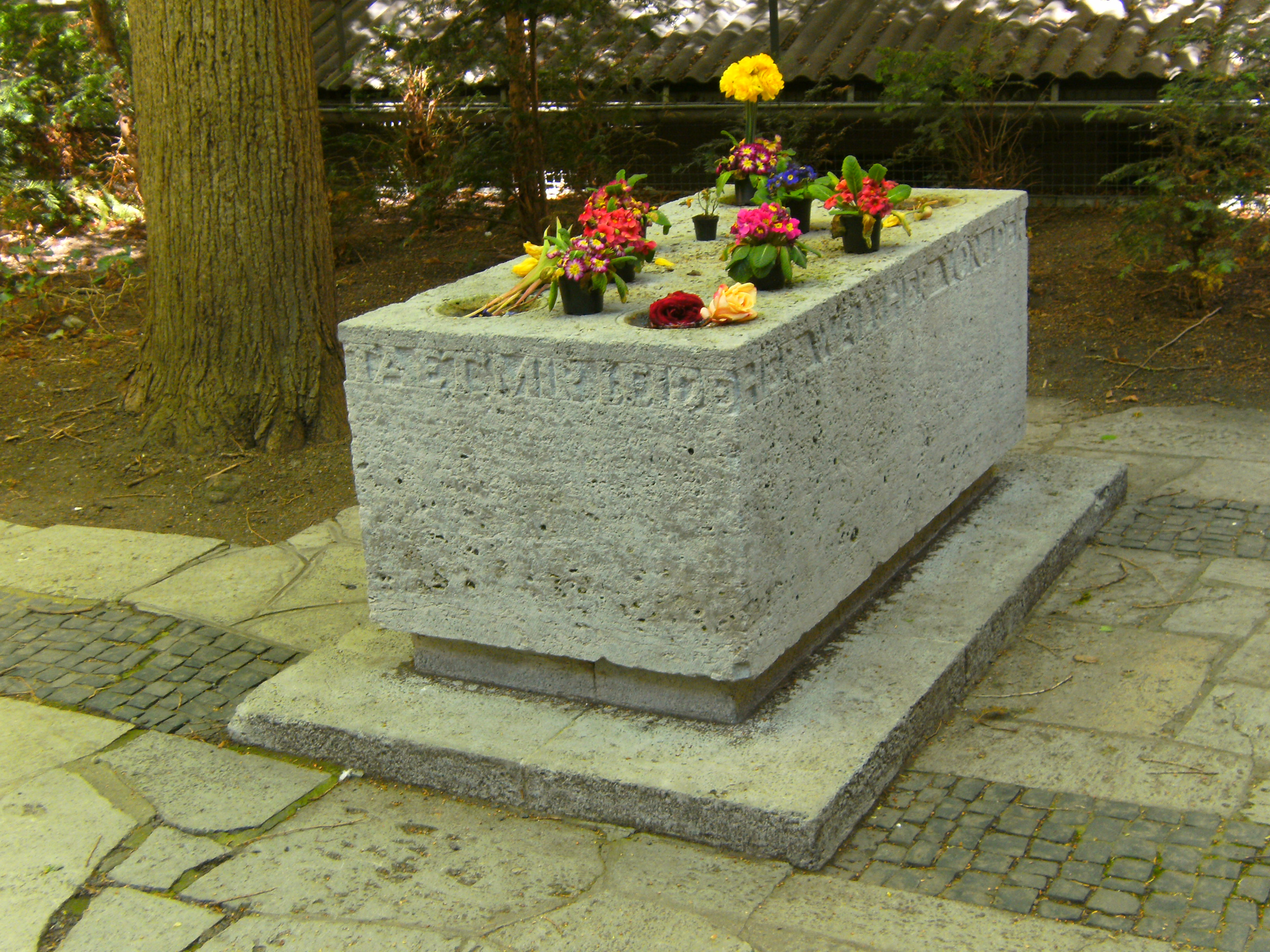
Blumen für Walther von der Vogelweide auf dem Gedenkstein von Heuler im Lusamgärtchen in Würzburg am 19. April 2018

Heute liegen dauerhaft am Gedenkstein frische Blumen, die verliebte Würzburger oder Gäste oder auch Menschen mit Liebeskummer niederlegen.

## Filme
- Walter von der Vogelweide: Interview mit Walter Vogel zu dem Thema Walther von der Vogelweide im Lusamgärtchen bei Youtube
- DALLE-TV Events & More: Würzburg – Lusamgärtchen / Walther von der Vogelweide bei Youtube